# Itanhangá
Itanhangá és un barri de la Zona Oest del municipi de Rio de Janeiro i forma part de la regió administrativa de Barra da Tijuca. Fa límit amb Jacarepaguá al nord, a més d'Alto da Boa Vista i São Conrado a l'est, en la Zona Sud.
El seu índex de desenvolupament humà, l'any 2000, era de 0,822, el 75 millor de la ciutat de Rio.

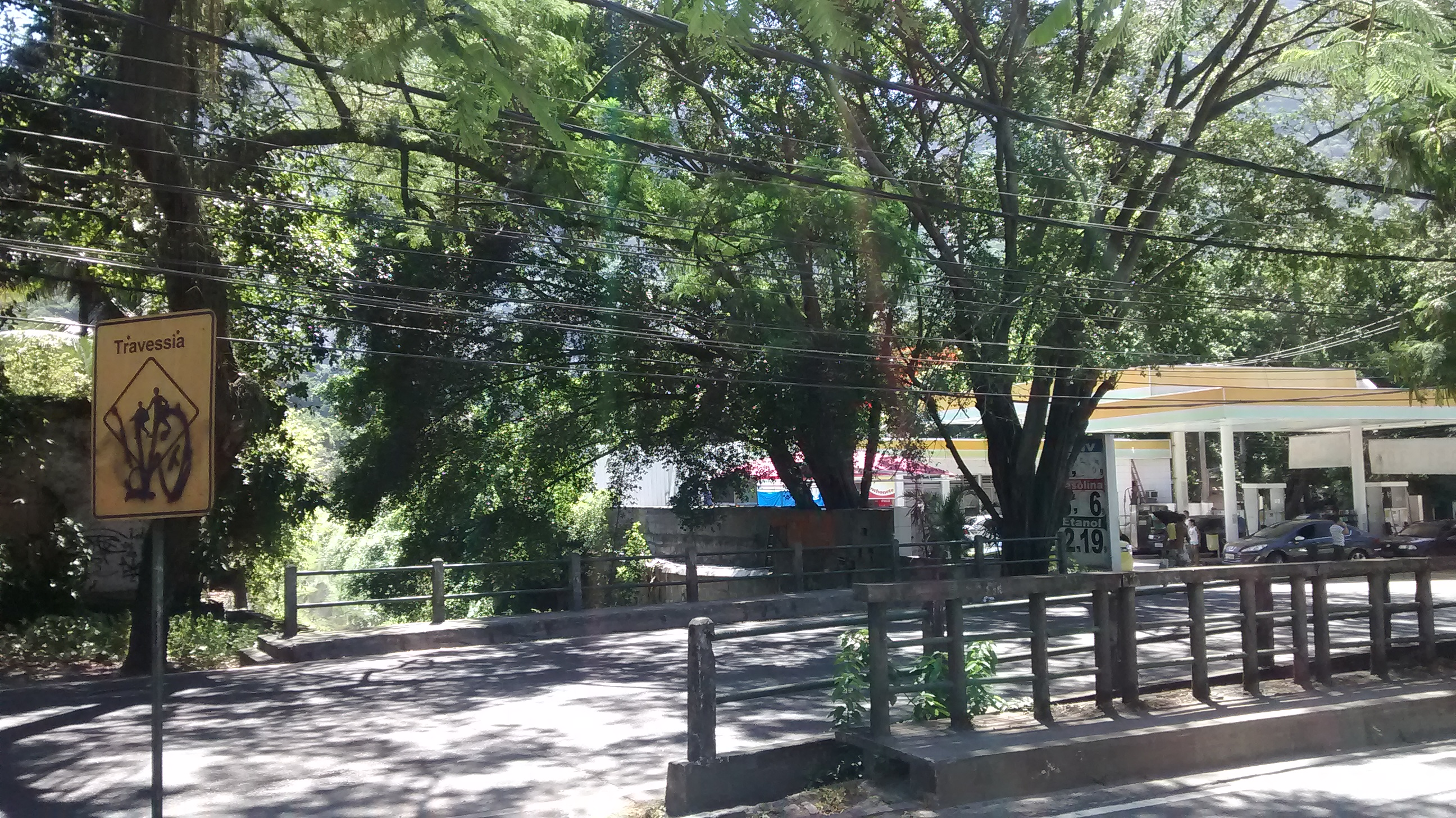
Itanhangá. Foto de André Luiz Pereira Nunes

Té una localització privilegiada, sent considerat un barri tranquil i segur. És també un dels pocs barris de la zona en que la majoria dels domicilis són cases i no apartaments, que estan actualment prohibides per llei municipal.
El nom del barri és d'origen tupí i significa "diable de pedra": unint itá (pedra) i anhanga (diable, Anhangá).

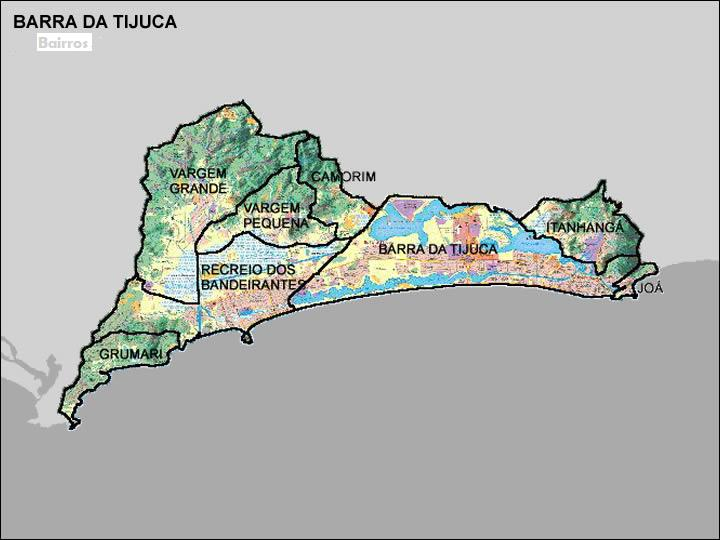
Mapa de Itanhangá

## Comunitats
Donada la seva proximitat amb els barris de Barra da Tijuca i de la Zona Sud carioca, Itanhangá es va convertir en una opció viable d'habitatge per a diversos treballadors arribats d'aquests barris. Les faveles d'Itanhangá, diferentment d'altres a Rio, són tranquil·les i pacífiques, amb comerç que atén tot el barri d'Itanhangá:
- Rio das Pedras (part)
- Tijuquinha
- Recanto da Barra da Tijuca
- Morro do Banco
- Vila da Paz
- Sítio Pai João
- Muzema
- Pedra do Itanhangá (Popularment coneguda como "Cloro")